# Région Val-de-Travers
Région Val-de-Travers är sedan den 1 januari 2018 en av de fyra regionerna i kantonen Neuchâtel i Schweiz. Regionerna används endast för statistiska ändamål och vid val till kantonsparlamentet Grand Conseil. Région Val-de-Travers omfattar samma område som det tidigare distriktet Val-de-Travers.

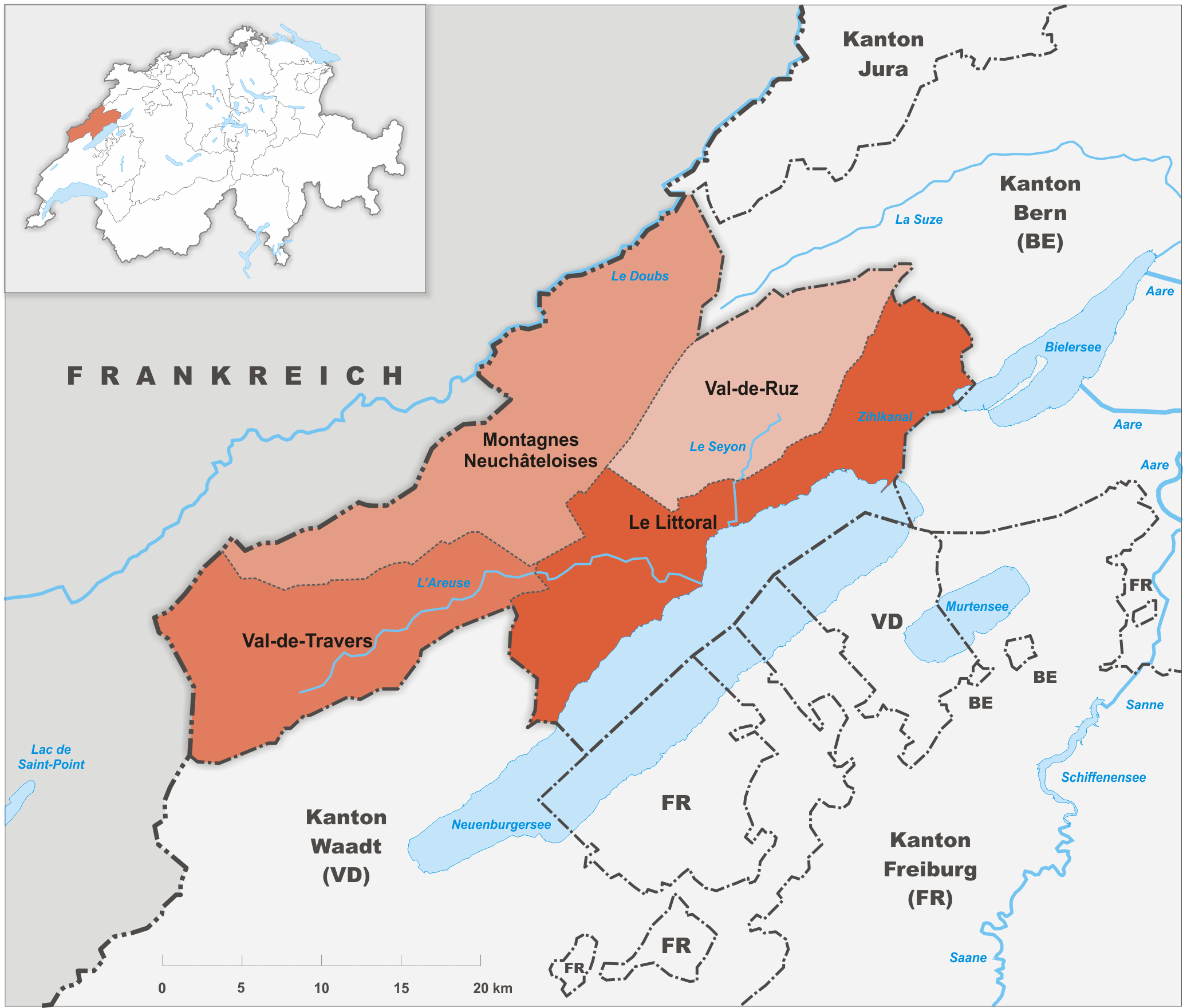
Neuchâtels regioner

I regionen finns tre kommuner:
- La Côte-aux-Fées
- Les Verrières
- Val-de-Travers